# کاستیانس د ساپاردیل
کاستیانس د ساپاردیل دهستانی در استان آبیلای اسپانیا است.
در این دهستان ۱۳۵ نفر زندگی می‌کنند. مساحت این دهستان ۱۲٫۷۲ کیلومتر مربع است.